# Burg Prácheň
Die Ruine der gotischen Burg Prácheň (deutsch Burg Prachin) befindet sich anderthalb Kilometer südwestlich von Horažďovice im Okres Klatovy in Tschechien. Sie gehört zu den ältesten Burgen in Böhmen.

## Geographie
Die Höhenburg liegt auf 504 Metern im Hügelland der Bavorovská vrchovina auf dem gleichnamigen Hügel Prácheň über dem Tal der Otava.

## Geschichte
Nach archäologischen Funden befand sich zum Ende des 10. Jahrhunderts auf dem Hügel eine hölzerne slawische Gauburg, die im Jahre 1045 als Zentrum des Gaus Prachin genannt wurde. Der erste urkundliche Nachweis erfolgte 1184, als der Stammvater der Witigonen, Witiko von Prčice, zum Kastellan auf Prácheň ernannt wurde. Diviš von Divišov, der seit 1222 Kastellan der Burg war, ist der Stammvater der Herren von Sternberg. Seine Ernennung ist zugleich die letzte Nachricht über die Gauburg der Přemysliden. Es wird angenommen, dass danach die Herren von Strakonitz das Amt des Kastellans auf Prácheň versahen.
Die Burg wurde in der zweiten Hälfte des 13. Jahrhunderts aufgegeben und dem Verfall überlassen. König Přemysl Ottokar II. hob 1268 das Amt Prachin auf. Er übertrug die Gerichtsbarkeit im Gau Prachin an die Kirche St. Peter und Paul auf dem Vyšehrad und das Scharfgericht an die Herren von Strakonitz. Später wurde die Königsstadt Písek das neue Verwaltungszentrum des Prachiner Kreises.
König Johann von Luxemburg schenkte die verfallene Burg mit dem Dorf Poříčí und Anteilen in Broziedl, Domoraz und Prácheň im Jahre 1315 an Bavor III. von Strakonitz und gestattete ihm den Bau einer neuen steinernen Burg. Bavor III. vereinte die Prácheňer Güter mit denen der Burg Strakonice. Der kinderlose Wilhelm Bavor von Strakonitz überschrieb 1336 testamentarisch die Herrschaft Strakonitz dem Souveränen Malteserorden. Mit dem Tod von Břeněk von Strakonitz starb das Geschlecht der Bavor von Strakonitz 1404 aus. Sein Erbe, darunter die Burg Prácheň, fiel an Zdenko von Rosental, der zugleich auch 1405 das Scharfrichteramt im Prachiner Kreis übernahm. Während der Hussitenkriege wurde die Vorburg mit dem Dorf Prácheň zerstört; erhalten blieb nur die Kirche des hl. Kliment. Später gehörte die Burg Jan und Racek von Kocov auf Horažďovice, die kein Interesse an der Erhaltung der Burg zeigten. Nachfolgender Besitzer war Půta Švihovský von Riesenberg. Er ließ zu Beginn des 16. Jahrhunderts die Burg instand setzen und überschrieb sie 1505 zusammen mit weiteren Gütern seiner Frau Ursula als Morgengabe. Die Burg wurde in der Mitte des 16. Jahrhunderts aufgegeben. Seit 1558 wird sie als wüst bezeichnet.

## Beschreibung
Da keine zeitgenössischen Darstellungen oder Beschreibungen der Burg existieren, lässt sich ihre Gestalt nur aus den erhaltenen Resten rekonstruieren. Die Anlage erstreckte sich über den Kamm des Hügels Prácheň, der nach Westen und Norden steil zum Tal der Otava abfällt. Der Zugang zur Burg erfolgte über die leicht ansteigende Ostflanke des Prácheň, an deren Fuß der Hof Prácheň liegt. An den Innenhof mit den Wohn- und Wirtschaftsgebäuden schloss sich im Süden an die Innenburg eine Vorburg an, die von dieser durch eine Innenmauer mit Rundturm getrennt war.
Erhalten sind Teile des Rundturms, Reste der östlichen Burgmauer mit vier Bastionen sowie Schutthügel der weiteren Teile der Außen- und Innenmauer.